# Stauronema sacchari
Stauronema sacchari är en svampart som beskrevs av Syd., P. Syd. & E.J. Butler 1916. Stauronema sacchari ingår i släktet Stauronema, divisionen sporsäcksvampar och riket svampar.   Inga underarter finns listade i Catalogue of Life.